# Arquebisbat de Pisa
L'arquebisbat de Pisa (italià: arcidiocesi di Pisa; llatí: archidioecesis Pisana) és una seu metropolitana de l'Església catòlica pertanyent a la regió eclesiàstica de la Toscana. El 2004 tenia 305.270 batejats al voltant de 310.333 habitants. Actualment és dirigida per l'arquebisbe Giovanni Paolo Benotto. L'arquebisbe de Pisa té el títol de Primat de Còrsega i Sardenya. La catedral de Pisa també és anomenada Primacial.

## Territori

Mapa de la diòcesi

L'arxidiòcesi de Pisa és molt àmplia, però té límits irregulars, a causa de les vicissituds que han acompanyat la seva història: s'inclou part de la província de Pisa, concretament la vall de l'Arno, on es troba la ciutat de Pisa i fins a Pontedera; i la vall del Serchio al nord; a més té els turons de Pisa al sud de la ciutat, el Collesalvetti fins a San Pietro in Palazzi, per l'antiga carretera estatal 206; comprés també la Bersilia història amb les ciutats històriques de Pietrasanta, Seravezza, Forte dei Marmi i Stazzema, una zona aïllada de la resta de l'arquebisbat, a més d'una petita porció de la Media Valle del Serchio, tot i que aïllada de la resta, amb centre a Barga.
La seu arquebisbal és la ciutat de Pisa, on es troba la catedral de Santa Maria Assumpta. El territori s'estén per 847 km², i està dividit en 166 parròquies, agrupades en 9 vicariats i 38 unitats pastorals.

## Història
La diòcesi de Pisa va néixer als primers decennis del segle iv. Ocupava els límits de la circumscripció civil de l'època. El primer bisbe del qui es tenen referències és Gaudenzio, que assistí al sínode de Roma al 313.
Segons algunes reconstruccions, inicialment la diòcesi s'estenia al nord fins al riu Versilia, seguint per la cresta dels Apuans; a l'est limitava amb el territori de Luca, després fins al Pisano i, després dels aiguamolls de Bientina, arribava a l'Arno a Pontedera. Al sud els límits, que se separava de Volterra, prosseguia pel riu Era fins a Capannoli. Des de Valdera, potser travessant el barranc de Rivalto, el límit arribava els turons darrere Chianni, i seguia pel riu Fine. El límit occidental era el mar Tirrè. Al segle vi, amb la invasió dels longobards, el territori diocesà quedà reduït al nord, però adquirí espai al sud, fins a l'actual Cecina.
El 21 d'abril de 1092 va ser elevada al rang d'arxidiòcesi metropolitana. El 27 d'abril d'aquell any el Papa Urbà II concedí a Pisa la jurisdicció metropolitana sobre Còrsega mitjançant la butlla Cum universis, amb les diòcesis d'Aleria i Accia com a sufragànies.
Durant el s. XII Gènova va ser elevada a seu metropolitana i se li assignaren com a sufragànies tres diòcesis de Còrsega. L'1 de maig de 1138 a Pisa el Papa Innocenci III confirmà la jurisdicció sobre les altres tres diòcesis corses, afegint-se a més la de Populonia al continent i dues diòcesis sardes, amb el títol de Primat del Jutjat de Torres. L'1 d'abril de 1176 el papa Alexandre III elevà la jurisdicció primada pisana als jutjats de Càller i de Arborea.
No obstant això, quan els pisans van ser expulsats del seu domini sobre Sardenya pels catalans el 1324 van perdre qualsevol dret sobre les illes, retenint només el títol de Primat. El 1446, l'bisbat de Siena va ser elevat a la dignitat arquebisbal i la província eclesiàstica pisana li cedí com a sufragànies les diòcesis de Massa Marittima i Populonia.
El 17 de març de 1727 i el 4 de juliol de 1797 s'erigiren respectivament els bisbats de Pescia i de Pontremoli, sent incorporades a la província de Pisa. La diòcesi va ser sotmesa a nous canvis quan el 1789 el Papa Pius VI va retirar la plana de Massaciuccoli a Pisa per donar-lo a Lucca, però cedint a Pisa Seravezza i Barga.
Finalment, amb la butlla Militantis Ecclesiae del 25 de setembre de 1806 el papa Pius VII va amputar el territori de l'arquebisbat en crear el bisbat de Livorno, sufragani de Pisa, d'acord amb la voluntat de Maria Lluïsa d'Espanya. El 1823 s'erigí el bisbat de Massa, nova sufragània de Pisa. La darrera diòcesi sufragània agregada a la província eclesiàstica pisana va ser la de Volterra el 1856.

## Cronologia episcopal
- Gaudenzio † (mencionat el 313)
- San Seniore o Senatore ? † (mencionat el 410)
- Anònim † (vers 470)
- Giovanni I † (mencionat a493/494[1])
- Anònim ? † (mencionat el 556)[2]
- Alessandro † (vers 644/648)
- Opportuno † (mencionat el 649[3])
- Mauriano † (674/680)
- Massimo † (abans de 715 - després de 730)
- Giovanni o Giustino † (inicis de 744 - després de 748)
- Andrea † (abans de 754 - després de 768)
- Anonimo † (mencionat el 774)[4]
- Rachinardo † (796 - 803 mort)
- Platone I † (mencionat el 823)
- Giovanni II † (abans de 826 - després de 848)
- Giovanni III † (abans de 850 - després de 858)
- Platone II † (abans de 866 - després de 876)
- Giovanni IV † (abans de 877 - després de 891)
- Teodorico † (abans de 909 - després de 911)
- Wolfgherio † (abans de 920 - després de 927)
- Zenobio † (abans de 930 - després de 954)
- Grimaldo † (abans de 958 - després de 965)
- Alberico † (abans de 967 - després de 985)
- Raimberto † (abans de 987 - després de 996 mort)
- Guido I † (abans de 1005 - 1012 mort)
  - Lamberto? † (1012 - 1015)
- Azzone I † (1015 - després de 1031)
- Opizio † (abans de 1039 - després de 1059)
- Guido II † (abans de 1061 - 8 d'abril de 1076 mort)
- Landolfo † (abans de 1077 - 25 d'octubre de 1079 mort)
- Gerardo † (abans de 1080 - 8 de maig de 1085 mort)
- Dagobert † (abans de 1088 - 1099 nomenat patriarca de Jerusalem)
- Pietro Moriconi † (de desembre de 1104 - 1119 mort)
- Azzone II † (1119 - dopo 1121 mort)
- Rogerio Ghisalbertini † (abans de 1123 - d'abril de 1131 mort)
- Uberto Rossi Lanfranchi † (1132 - 1137 mort[5])
- Balduino † (1137 - 6 d'octubre de 1145 mort)
- Villano Villani † (1145 - 15 d'agost de 1175 mort)[6]
  - Benincasa † (21 de març de 1167 - 1170 mort) (antibisbe)
- Ubaldo Lanfranchi † (d'abril de 1176 - 1208 mort)
- Lotario Rosario † (d'abril de 1208 - 1216 nomenat patriarca de Jerusalem)
- Vitale † (1218 - 1253 mort)[7]
- Federico Visconti † (abans de juliol de 1254 - 1 d'octubre de 1277 mort)
- Ruggieri degli Ubaldini † (10 de maig de 1278 - 15 de setembre de 1295 mort)
- Teodorico Ranieri † (20 de setembre de 1295 - 13 de juny de 1299 creat cardenal bisbe de Palestrina)
- Giovanni di Polo † (10 de febrer de 1299 - 10 de maig de 1312 nomenat bisbe de Nicòsia)
- Oddone della Sala † (10 de maig de 1312 - 6 de juny de 1323 nomenat patriarca d'Alexandria)
- Simone Saltarelli † (6 de juny de 1323 - 24 de setembre de 1342 mort)
- Dino di Radicofani † (7 d'octubre de 1342 - 1348 mort)
- Giovanni Scarlatti † (27 de juny de 1348 - 19 o 27 de febrer de 1362 mort)
- Francesco Moricotti † (16 de maig de 1362 - 18 de setembre de 1378 dimití)[8]
- Barnaba Malaspina † (de març de 1380 - 7 de novembre de 1380 mort)
- Lotto Gambacorta † (26 de gener de 1381 - 9 de setembre de 1394 nomenat bisbe de Treviso)
- Giovanni Gabrielli † (9 de setembre de 1394 - 25 de juny de 1400 mort)
- Ludovico Bonito † (15 de novembre de 1400 - 3 de novembre de 1406 nomenat arquebisbe de Tàrent)
- Alamanno Adimari † (3 de novembre de 1406 - 1411 dimití)
- Pietro Ricci † (9 d'octubre de 1411 - 30 de novembre de 1417 mort)
- Giuliano Ricci † (23 de febrer de 1418 - 26 de desembre de 1460 mort)
- Filippo de' Medici † (14 de gener de 1461 - d'octubre de 1474 mort)
- Francesco Salviati † (14 d'octubre de 1474 - 26 d'abril de 1478 mort)
  - Raffaele Riario † (17 de setembre de 1479 - 1499 dimití) (administrador apostòlic)
  - Cesare Riario † (3 de juny de 1499 - 3 de setembre de 1518 nomenat bisbe de Màlaga) (administrador apostòlic)
  - Raffaele Riario † (3 de setembre de 1518 - 18 de setembre de 1518 dimití) (administrador apostòlic, per segona vegada)
- Onofrio Bartolini † (10 de setembre de 1518 - 27 de desembre de 1555 mort)
- Scipione Rebiba † (13 d'abril de 1556 - 19 de juny de 1560 nomenat bisbe de Troia)
  - Giovanni de' Medici † (19 de juny de 1560 - 20 de novembre de 1562 mort) (administrador apostòlic)
- Angelo Niccolini † (14 de juliol de 1564 - 15 d'agost de 1567 mort)
- Giovanni Ricci † (3 de setembre de 1567 - 3 de maig de 1574 mort)
- Pietro Giacomo Borbone † (17 de maig de 1574 - 22 de novembre de 1575 mort)
- Ludovico Antinori † (2 de desembre de 1575 - 13 de febrer de 1576 mort)
- Bartolomeo Giugni † (20 de febrer de 1576 - 26 de juny de 1577 mort)
- Matteo Rinuccini † (14 d'agost de 1577 - 8 de juny de 1582 mort)
- Carlo Antonio Dal Pozzo † (17 de setembre de 1582 - 13 de juliol de 1607 mort)
- Sallustio Tarugi † (1 d'octubre de 1607 - 10 d'agost de 1613 mort)
- Francesco Bonciani † (6 de novembre de 1613 - 28 de novembre de 1619 mort)
- Giuliano de' Medici † (15 de juny de 1620 - 16 de gener de 1636 mort)
- Scipione Pannocchieschi † (3 de març de 1636 - 1663 dimití)
- Francesco Pannocchieschi † (27 d'agost de 1663 - 20 de juny de 1702 mort)
- Francesco Frosini † (2 d'octubre de 1702 - 20 de novembre de 1733 mort)
- Francesco Guidi † (15 de febrer de 1734 - de juliol de 1778 mort)
- Angiolo Franceschi † (28 de setembre de 1778 - 13 de març de 1806 mort)
- Ranieri Alliata † (6 d'octubre de 1806 - 11/18 d'agost de 1836 mort)[9]
- Giovan Battista Perretti † (23 de desembre de 1839 - 19 de novembre de 1851 mort)
- Cosimo Corsi † (19 de desembre de 1853 - 7 o 10 d'octubre de 1870 mort)
- Paolo Micallef, O.S.A. † (27 d'octubre de 1871 - 8 de març de 1883 mort)
- Ferdinando Capponi † (8 de març de 1883 succeduto - 21 de març de 1903 mort)
- Pietro Maffi † (22 de juny de 1903 - 17 de març de 1931 mort)
- Gabriele Vettori † (6 de febrer de 1932 - 2 de juliol de 1947 mort)
- Ugo Camozzo † (13 de gener de 1948 - 22 de setembre de 1970 retirat)
- Benvenuto Matteucci † (2 de gener de 1971 - 7 de juny de 1986 retirat)
- Alessandro Plotti (7 de juny de 1986 - 2 de febrer de 2008 retirat)
- Giovanni Paolo Benotto, des del 2 de febrer de 2008